# Anja Sodnikar
Anja Sodnikar (Künstlername Sodl) (* um 2003 im Salzkammergut) ist eine österreichische Singer-Songwriterin.

## Karriere
Nach ihrer Matura am BG/BRG Gmunden zog Sodnikar aufgrund ihres Studiums nach Wien. Mit 16 präsentierte sie ihren Song „Rosemary“ im österreichischen Radiosender FM4. 2020 erschien die Debüt-EP „Flowers on the Moon“. Im September 2023 begab sie sich auf Solo-Tour nach Schweden. Im November 2023 eröffnete sie die ausverkaufte Arena für Buntspecht. Bei der Amadeus-Verleihung 2025 wurde sie als Gewinnerin des FM4 Awards ausgezeichnet.

## Privates
Sodnikar wuchs in einer musikalischen Familie in Gmunden auf. Mit sieben Jahren begann sie Akkordeon zu spielen, mit 10 Jahren wechselte sie zum russischen Knopfakkordeon/Bajan. Das Gitarrespielen und Singen brachte sie sich selbst mit 15 Jahren bei. Ihren ersten Auftritt hatte sie im September 2019 beim Slow-Food-Festival in Gmunden. Laufend Konzerte zu spielen begann sie im Sommer 2022.

## Diskografie

### Alben
- 2025: Sheepman

### EPs
- 2020: Flowers on the Moon

## Auszeichnungen
- 2025: Amadeus-Verleihung 2025: Auszeichnung in der Kategorie FM4 Awards[3]